# Teologia di papa Pio XII

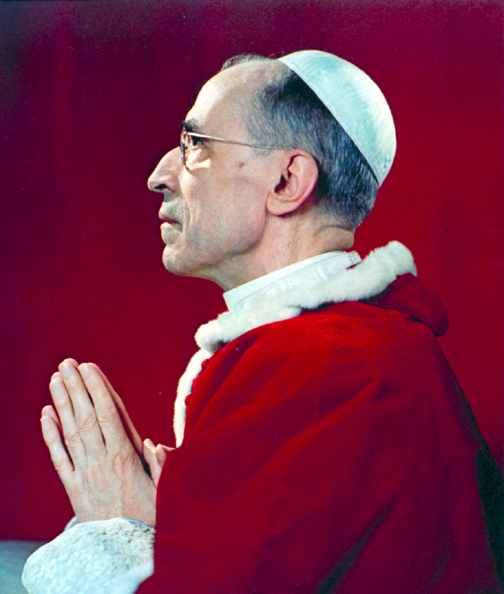
Papa Pio XII in preghiera, fotografia di Yousuf Karsh (1949)

La teologia di papa Pio XII fu la visione teologica proposta dal pontefice nel corso del suo pontificato, riflessa nelle sue quarantuno encicliche, oltre ai discorsi pubblici ed ai quasi 1000 messaggi, durante i suoi quasi 20 anni di pontificato. Le encicliche Mystici Corporis e Mediator Dei hanno fatto meglio comprendere il ruolo di partecipazione dei fedeli alla vita della Chiesa. L'enciclica Divino Afflante Spiritu ha aperto le porte a nuovi studi storico-critici sul testo della Bibbia. Nei numerosi discorsi i suoi insegnamenti in materia di fede hanno toccato vari aspetti della vita dell'uomo, dall'educazione alla medicina, dalla politica alla guerra e alla pace, sino alle vite dei santi, di Maria nonché dell'eterno e del temporale.

## L'unità della società umana
Affrontando i problemi del razzismo e dell'antisemitismo comparsi dal 1939, Pio XII disse:
Che splendida visione, quella che ci fa contemplare la razza umana nell'unità della sua origine in Dio e nell'unità della sua natura, composta egualmente in tutti i corpi materiali ed in tutte le anime spirituali; nell'unità della sua missione nel mondo; nell'unità della sua dimore, la Terra, che da beneficio a tutti gli uomini, per diritto di natura, e che sostiene e sviluppa la vita; nell'unità della redenzione portata da Cristo per tutti. (Summi Pontificatus, 3)
Nella prima delle sue encicliche, Summi Pontificatus, Pio XII ha sviluppato il tema principale del suo pontificato. Il cristianesimo è universale e per questo si oppone per sua natura alle ostilità o ai tentativi di superiorità razziali o nazionali. Egli riprese questo tema anche in altre encicliche come Mystici Corporis e Mediator Dei, e in numerosi discorsi e messaggi. Egli sosteneva che non vi fossero differenze razziali perché la razza umana forma un'unità, "dall'unico antenato [Dio] che ha creato tutte le nazioni che abitano la Terra".

Nazioni che, malgrado una differenza di sviluppo dovuta alle differenti condizioni di vita e di cultura, non sono destinate a rompere l'unità della razza umana, ma piuttosto ad arricchirla ed abbellirla condividendo i loro doni peculiari in un interscambio reciproco. Tutte le razze, l'intera razza umana, tutti sono amati da Cristo senza eccezioni o esclusioni. Le differenze nelle nazionalità e nella razza non importano. L'amore vero significa amore per tutti, se sono cattolici, cristiani o non cristiani.
(Papa Giovanni XXIII)

## La Chiesa come corpo mistico di Cristo
- "Se dovessimo definire e descrivere la Chiesa di Gesù Cristo – che è una, santa, cattolica, apostolica e romana[3] – non troveremmo nulla di più nobile, di più sublime o più divino che l'espressione "il corpo mistico di Cristo" – un'espressione che fiorisce ed è essa stessa l'insegnamento ripetuto dalle Sacre Scritture e dai Santi Padri".[4]

La Chiesa è chiamata ad essere corpo in quanto entità vivente, ed è corpo di Cristo in quanto Cristo è il suo capo e fondatore; la Chiesa è definibile corpo mistico perché non è né solo fisica né solo spirituale, ma supernazionale. Pio XII ha portato avanti uno sviluppo della teologia negli anni '20 e '30 in Italia, Francia, Germania e Inghilterra, improntandolo a riscoprire l'antico concetto paolino di corpo mistico di Cristo. Pio XII ha utilizzato queste nuove scoperte teologiche ed autorevolmente ha dato loro una direzione, come documentato dall'opera del gesuita olandese Sebastian Tromp.
La Chiesa possiede due aspetti, uno visibile e uno invisibile. La piena appartenenza a queste due vite rende la rappresentazione di Cristo. La relazione della fede con Cristo è mistica, non fisica. I fedeli, attraverso la loro fede e il loro amore, sono uniti a Cristo nella Chiesa. Cristo ama e vive nella fede. Cristo e la Chiesa costituiscono l'intero corpo della Chiesa stessa, che vive tramite lo Spirito Santo. Ogni fedele è guidato dallo Spirito Santo che è anch'esso un aspetto fondamentale e costituente del corpo di Cristo. L'unificazione con Cristo ha luogo nell'Eucaristia. Nella Chiesa, non vi sono elementi attivi e passivi, capi e popolo. Tutti i membri della Chiesa sono chiamati a collaborare alla perfezione del corpo di Cristo.
- I credenti laici sono in prima linea nella vita della Chiesa; per loro la Chiesa è l'anima della società umana. Essi hanno una coscienza chiara non solo di appartenere alla Chiesa, ma di essere la Chiesa, sia detto, la comunità dei fedeli sulla Terra sotto la guida del papa, capo comune, e dei vescovi in comunione con lui. Noi siamo la Chiesa.[9]

## Riforme della liturgia
Nella sua enciclica Mediator Dei, papa Pio collega la liturgia con l'ultima volontà di Cristo.
"Ma è la Sua volontà, che le cose che Egli ha insegnato e praticato nel corso della Sua vita sulla Terra siano continuate anche dopo di Lui, senza interruzione. Egli non ha lascito nessuno orfano. Egli continua ad offrirci il supporto della Sua potenza, la Sua intercessione senza fine, agendo come nostro "avvocato presso il Padre." Egli ci aiuta attraverso la Sua Chiesa, dove Egli è presente in maniera ineffabile lungo tutta la sua storia: attraverso la Chiesa Egli ha costituito "la colonna della verità" e dispensa la grazia, e col Suo sacrificio sulla croce, l'ha fondata, consacrata e confermata per sempre."
La Chiesa ha quindi, secondo Pio XII, un'anima comune a Cristo stesso, insegnando a tutti gli uomini la verità e offrendo a Dio un sacrificio a lui gradito. In questo modo, la Chiesa ristabilisce l'unità tra il Creatore e le sue creature, unità che cancella stranieri e fa tutti cittadini di Cristo. Il sacrificio dell'altare, in quanto azione di Cristo, consente di ottenere grazie divine da Cristo ai membri del suo corpo mistico.
La liturgia richiede la partecipazione alla fede. Pio XII riteneva che le pratiche di devozione interiore e privata durante la Santa Messa fossero superflue in un momento di necessaria comunità, non facendo altro che separare il fedele "dal sacrificio dell'altare e dall'energia vitale che scorre dal capo sino alle sue estremità". La fede del cattolico offre a Dio un duplice effetto: professione della fede cattolica e continuo esercizio di speranza e carità. L'intera liturgia quindi contiene la fede cattolica.
Le numerose riforme liturgiche di Pio XII hanno mostrato due caratteristiche principali ricorrenti: il rinnovo e la riscoperta delle antiche tradizioni (come la reintroduzione della messa della vigilia di Pasqua) all'insegna di un'atmosfera più strutturata nella Chiesa. L'uso del linguaggio vernacolare, accettato in certi casi da papa Pio XII, venne pesantemente dibattuto a suo tempo. Egli incrementò le messe non in latino, in particolare in quei paesi terra di missione. Dopo la proclamazione del Dogma dell'Assunzione, venne introdotta una nuova formula di messa per la festività del 15 agosto, affidandone la redazione alla Sacra Congregazione dei Riti, che aveva giurisdizione sui riti cattolici e sulle cerimonie della Chiesa latina, come la Santa Messa, le funzioni sacre ed il culto divino.
Stabilì che la collocazione del Santissimo Sacramento nelle chiese dovesse essere sempre presso l'altare maggiore, al centro della Chiesa. Stabilì inoltre che le chiese potessero essere ornate di oggetti religiosi, ma non in maniera sovrabbondante. Prescrisse inoltre che la moderna arte sacra dovesse essere riverente nei confronti della religione e nel contempo riflettere lo spirito del suo tempo. Ai preti venne permesso di officiare matrimoni senza la Santa Messa e a loro venne data anche la possibilità di officiare anche la cresima in particolari circostanze.

## Sacre Scritture
Nel 1893, papa Leone XIII con l'enciclica Providentissimus Deus diede le istruzioni per la ricerca biblica. Cinquant'anni dopo, Pio XII esplicitò i progressi fatti in materia. Nella sua enciclica Divino Afflante Spiritu, pubblicata nel 1943 il pontefice incoraggiò i teologi cristiani a rivisitare la versione originale della Bibbia in greco ed in ebraico. Sulla base delle ultime scoperte archeologiche, la nuova enciclica di Pio XII rivedeva completamente quella di Leone XIII, la quale si limitava solo a tornare al testo delle origini e a risolvere le ambiguità presenti nella Vulgata latina. Le richieste della nuova enciclica erano quelle di comprendere al meglio la storia e le tradizioni ebraiche antiche. Essa richiedeva inoltre ai vescovi di tutto il mondo di iniziare a compiere studi sulla Bibbia in favore del popolo di Cristo loro affidato. Il pontefice chiese inoltre a tutti i sacerdoti di riorientare i loro insegnamenti nei sermoni e nelle istruzioni religiose a una rilettura delle Sacre Scritture.

## Mariologia e il Dogma dell'Assunzione

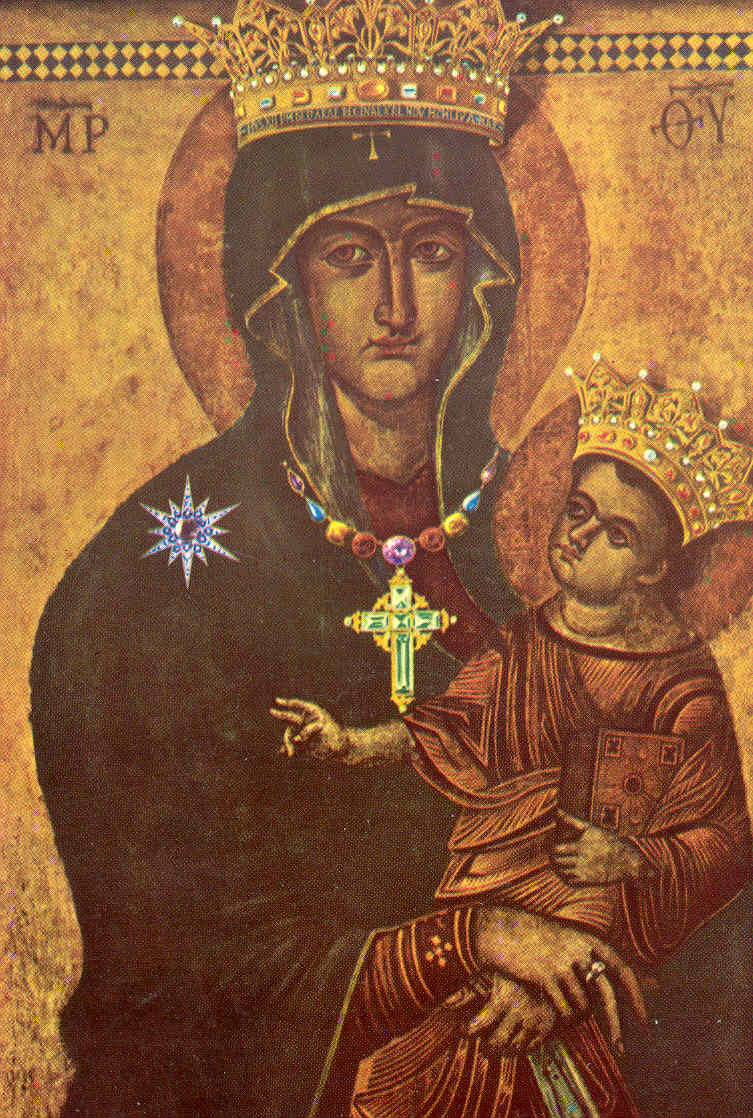
La Salus Populi Romani era particolarmente venerata da papa Pio XII. Davanti a quest'icona egli celebrò la sua prima messa il 1º aprile 1899.

Il dogma del 1854 sull'Immacolata Concezione di Pio IX aveva definito la Vergine come concepita senza peccato originale, in quanto madre di Dio e nostra madre. Papa Pio XII ha ripreso questo tema nella sua enciclica Mystici Corporis, che ha riassunto anche la sua mariologia: Maria, la cui anima senza peccato venne riempita dello Spirito divino di Gesù Cristo più di tutte le altre anime, «in nome dell'intera razza umana» ha dato il consenso «per un matrimonio spirituale tra il Figlio di Dio e l'umana natura», elevando pertanto la natura umana oltre il regno del puro materiale. Ella, che secondo la carne fu madre del Capo della chiesa, è divenuta così madre di tutti noi in quanto membri del Corpo di Cristo nella Chiesa. Attraverso le sue potenti preghiere, ella ha ottenuto che lo spirito del Divino Redentore si posasse sulla Chiesa e sui suoi primi membri il giorno di Pentecoste. Secondo Pio XII, dunque, la Madonna regna in Cielo col Figlio e il suo corpo e la sua anima rifulgono di gloria divina.
Il 1º novembre 1950, papa Pio XII ha definito il dogma dell'Assunzione:
"Per autorità di Nostro Signore Gesù Cristo, dei Beati Apostoli Pietro e Paolo e per nostra propria autorità, pronunciamo, dichiariamo e definiamo un dogma rivelato divinamente: che l'Immacolata Madre di Dio, la sempre Vergine Maria, ha completato il corso della sua vita terrena ed è stata assunta anima e corpo nella gloria del Paradiso."
Il dogma dell'assunzione corporea della Vergine Maria è la coronazione della teologia di papa Pio XII. Questo venne preceduto nel 1946 dall'enciclica Deiparae Virginis Mariae, che richiedeva a tutti i vescovi cattolici di esprimere la loro opinione su una possibile dogmatizzazione del concetto. La frase "ha completato il corso della sua vita terrena ", ha comunque lasciata aperta la questione se la Vergine Maria sia morta prima della sua Assunzione o se invece sia stata assunta in Cielo prima della sua morte. L'Assunzione di Maria fu un dono divino concesso a Maria in quanto madre di Dio. Dal momento che anche Maria ha completato il suo percorso di vita essa è d'esempio per l'intera razza umana, e la prospettiva di questo dono è offerta a ogni componente della razza umana.
Ancora giovane come pure negli anni della maturità, Eugenio Pacelli fu un ardente devoto della Vergine Maria. L'8 settembre 1953, l'enciclica Fulgens Corona annunciò l'anno mariano per il 1954, in occasione del centenario del dogma dell'Immacolata Concezione. Papa Pio XII ha lasciato aperta la questione della mediatrice, il ruolo della Vergine nell'opera salvifica di Gesù Cristo. Nell'enciclica Ad Caeli Reginam egli promulgò la festa di Maria Regina. Pio XII, che venne consacrato vescovo il 13 maggio 1917, il giorno esatto della Madonna di Fátima, decise di consacrare la giornata al Cuore Immacolato di Maria nel 1942, sulla base del secondo segreto di Fátima.

## Chiesa e società

### Teologia medica
Pio XII rilasciò molte dichiarazioni a favore di medici professionisti e ricercatori, compilando nei suoi Discorsi ai Medici circa 700 pagine specifiche sul tema. Pio XII chiese a dottori, infermieri e assistenti di mantenere tutti i diritti e la dignità dei pazienti, di assumersi le loro responsabilità mediche, di conoscere le implicazioni delle malattie psicologiche e di utilizzare psicofarmaci ove necessario, ma anche di usare la medicina per i malati terminali, lasciando prevalere la decisione della famiglia al parere dei medici. Pio XII fu il primo ad ammettere le cure palliative.
Si rivolse inoltre al ruolo dei medici in rapporto alla morte, si scagliò contro la sterilizzazione chirurgica, promuovendo invece le ricerche sulla genetica, sull'inseminazione artificiale, i parti indolori, i molteplici aspetti morali dello sviluppo delle tecnologie mediche, la moralità applicata alla psicologia, i limiti morali della ricerca e del trattamento medici, il trattamento medico del cancro per i bambini e molto altro.

### Sessualità e coscienza
Papa Pio XII fu il primo pontefice ad ammettere pienamente il controllo delle nascite tramite la calendarizzazione dei rapporti sessuali tra due persone, tenendo presente il periodo non fertile della donna, sebbene solo in circostanze limitate e nel contesto famigliare. Alcuni cattolici infatti avevano interpretato l'enciclica di Pio XI del 1930 dal titolo Casti Connubii come permissiva in questo senso, che prevedeva che una periodica astinenza dal sesso fosse un modo morale per evitare gravidanze. Alcuni storici considerano questi due discorsi di Pio XII come la prima accettazione esplicita della Chiesa di questo metodo.
Nel suo discorso alle infermiere, papa Pio XII offrì questa visione dei piaceri sessuali: "Lo stesso Creatore... ha stabilito che la funzione [generativa] fosse esperienza di piacere e di gioia per il corpo e per lo spirito. Gli sposi non fanno nulla di cattivo a ricercare questo piacere. Essi accettano ciò che il Creatore ha riservato per loro. Nel contempo, gli sposi devono mantenersi nei limiti della giusta moderazione."
Per Pio XII, "la coscienza è il più profondo e segreto nucleo dell'uomo. Qui egli si può ritirare con le proprie capacità intellettuali in un completo isolamento, da solo con sé stesso o, meglio, da solo con Dio, la cui voce egli sente nella propria coscienza. Qui egli decide il bene o il male. Qui sceglie tra la vittoria o la sconfitta. La coscienza è quindi un dipinto venerabile, un santuario, alla cui entrata ci si deve fermare." Questi aspetti si applicano ai bambini quanto agli adulti.
Il Concilio Vaticano II prese spunto dalle note di Pio XII sulla coscienza nella Lumen gentium e ne concluse: "È per coscienza, in maniera straordinaria, che la legge è riconosciuta, che ritroviamo l'amore di Dio e del prossimo." Dal 1993, il magistero della Chiesa ha sottolineato in particolare questa visione di Pio XII, riportandolo come elemento importante del catechismo cattolico.
La visione della Chiesa cattolica moderna sulla famiglia e sulla pianificazione famigliare ha trovato un proprio sviluppo anche nell'enciclica del 1968 di papa Paolo VI dal titolo Humanae Vitae e in quella del 2005 di papa Benedetto XVI dal titolo Deus caritas est.

### Teologia e scienza
Per Pio XII, scienza e religione non erano inconciliabili, ma anzi erano "sorelle celesti", differenti manifestazioni dell'esattezza divina, che non potevano essere in contraddizione l'una con l'altra Per quanto riguarda la relazione tra le due il suo consigliere, il professore Robert Leiber scrisse a tal proposito: "Pio XII fu molto cauto a non chiudere prematuramente le porte. Egli fu energico su questo punto ma seppe ritirarsi indietro in casi emblematici come in quello di Galileo." Precedendo le asserzioni di papa Giovanni Paolo II del 1992, papa Pio XII parlò nel 1939 di Galileo nel suo primo discorso alla Pontificia Accademia delle Scienze come "uno dei più audaci eroi della ricerca... non spaventato dai blocchi e dai rischi che avrebbe incontrato sulla su via, né dai monumenti funebri"
Pio XII, parlando dello "stato e natura della materia originale", riconobbe che le scienze dichiarano tale fatto un "insolubile enigma" ma, continua: "sembra che la scienza odierna, tornando indietro milioni di secoli, si sia incontrata col primordiale Fiat Lux quando, dal nulla, vi fu un mare di luce e radiazioni, mentre le particelle di elementi chimici si separarono e si riunirono a formare milioni di galassie" Pio XII continuò ritenendo che il fatto abbisognasse comunque di ulteriori investigazioni e che le teorie elaborate necessitassero di "nuovi sviluppi e prove di modo da offrire basi sicure per un ragionamento".

#### Evoluzione
Nel 1950, papa Pio XII riportava in un suo discorso come non vi fossero basi sufficienti per una comprensione completa dell'evoluzione, dal momento che mancavano ancora alcuni tasselli per una discussione in materia. La religione cattolica non era del resto in aperta contraddizione con la teoria evolutiva darwiniana:
Questa sarebbe certamente una cosa positiva in presenza di fatti chiaramente provati; ma bisogna usare cautela quando si è nel campo delle ipotesi, quando si coinvolgono fondamenti scientifici con le Sacre Scritture e la tradizione.
L'enciclica del pontefice tenne così una posizione intermedia riguardo alla teoria dell'evoluzione: la questione dell'origine del corpo umano da materia preesistente e vivente era un fatto che riguardava le scienze naturali. I cattolici erano liberi di formarsi una loro opinione, ma dovevano farlo cautamente, rispettando i diritti della Chiesa in materia di Rivelazione. Per queste ragioni l'autorità d'insegnamento della Chiesa non proibisce [tali teorie], in conformità allo stato attuale delle scienze umane e della sacra teologia, delle ricerche e delle discussioni, in cui l'uomo fa esperienza di entrambe, da dove prende origine la dottrina dell'evoluzione e da dove si parte a discutere l'origine del corpo umano come proveniente da materia viva preesistente, e dove la fede cattolica ci obbliga a ritenere che le anime siano state create direttamente da Dio.
Secondo Pio XII, l'evoluzione deve descrivere accuratamente le origini biologiche della vita umana, ma nel contempo critica quanti ritengono questo fatto una religione esso stesso, coloro che "imprudentemente e indiscretamente ritengono che l'evoluzione [...] possa spiegare l'origine di tutte le cose". Mentre l'enciclica Humani generis fu significativa in quanto fu la prima occasione in cui un papa parlò esplicitamente della questione dell'evoluzione, essa non ha comunque portato un cambiamento alla dottrina della Chiesa. Già nel 1868, il cardinale John Henry Newman aveva scritto: "la teoria di Darwin, vera o no, non è necessariamente atea; al contrario, può semplicemente dare l'idea della provvidenza divina e delle sue capacità."
Papa Giovanni Paolo II andò anche oltre nel riconoscere i successi della teoria rivoluzionaria nel suo Messaggio all'Accademia Pontificia delle Scienze nel 1996. Egli definì l'evoluzione "più di un'ipotesi" e disse "è rimarchevole invece che questa teoria sia stata progressivamente accettata dai ricercatori, attraverso una serie di scoperte nei vari campi del sapere", ma mantenne comunque la linea del suo predecessore, Pio XII, riguardo all'origine dell'anima in Dio.
L'enciclica disse invece un chiaro "no" a una popolare opinione scientifica dell'epoca, il poligenismo, "l'ipotesi scientifica che il genere umano sia disceso da un gruppo di umani originari."